# Liste des échelles, des gammes et des modes
 (novembre 2019).
Si vous disposez d'ouvrages ou d'articles de référence ou si vous connaissez des sites web de qualité traitant du thème abordé ici, merci de compléter l'article en donnant les références utiles à sa vérifiabilité et en les liant à la section « Notes et références ».
Cette page présente la liste des échelles, des gammes, des modes et de leurs tempéraments, principalement dans la musique occidentale. Souvent, aucune distinction claire n'est faite non seulement entre « gamme » et « échelle », mais pas non plus entre ces deux termes et un troisième, « mode ». Toutes ces notions reposent souvent, mais pas toujours, sur l'idée que des notes à l'octave l'une de l'autre sont en quelque sorte les mêmes, ou qu'elles portent en tout cas le même nom (do, par exemple).
• Le mot « échelle » est le plus général, désignant une succession de hauteurs, de degrés ou de notes, dans l'ordre ascendant ou descendant. Les échelles se définissent souvent par le nombre des notes qu'elles comprennent par octave, indépendamment du point d'origine ou d'aboutissement de cette octave. Les échelles les plus courantes sont à 24 degrés (échelle à quarts de tons), 12 degrés (échelle chromatique), 7 degrés (échelle heptatonique ou diatonique), 5 degrés (échelle pentatonique); mais il y en a d'autres.
• Le mot « gamme » en est pratiquement synonyme, mais souvent limité à l'ambitus d'une octave. Il s'agit d'échelles limitées à une octave et dont l'organisation interne dépend de quelle note de l'échelle est prise comme première note de la gamme. Une gamme se caractérise donc souvent aussi par le nom de sa note de départ et d'arrivée: on parle de «gamme de do», «de ré», etc.
• Le mot « mode » associe à la gamme (dont il est largement synonyme) une idée de comportements mélodiques caractéristiques en association avec une « note de référence » qui est souvent la première note de la gamme, mais qui peut en être aussi en quelque sorte la tonique. Les modes seront envisagés ici principalement en ce qu'ils donnent des noms aux gammes auxquelles ils correspondent. Les autres aspects caractéristiques des modes (leurs comportements mélodiques) ne seront pas abordés ici: on trouvera plus de détails à ce sujet dans l'article « Mode ».
• Enfin, à ces trois termes, il faut en ajouter un quatrième, celui d'« accordage » ou de « tempérament », qui décrit la façon dont l'échelle ou la gamme est accordée. Les tempéraments n'existent que dans la musique occidentale. On consultera à ce propos l'article Gammes et tempéraments dans la musique occidentale

## Échelles
Les échelles musicales représentent un « réservoir de notes » disponibles pour faire de la musique. Le Dictionnaire Bordas définit l'échelle comme suit :
Terme désignant l'ordre successif des sons dans un système mélodique donné, sans idée de tonique, d'organisation hiérarchique ou de délimitation de tessiture. L'échelle ne doit pas être confondue avec le mode.
Discutant de la distinction entre échelle et gamme, le Dictionnaire ajoute :
La terminologie reste ici imprécise et fluctuante. Tout au plus peut-on avancer que l'échelle est illimitée dans sa tessiture – n'ayant ni commencement ni fin – alors que la gamme est en général considérée dans un ambitus d'octave.
Enfin, à l'article « Système », il dit encore :
Il faut remarquer que le terme allemand Tonsystem désigne en général ce qui en français est exprimé par « échelle » [...]. De fait, la distinction entre échelle, système et structure mélodique reste assez arbitraire et ces trois termes sont en partie interchangeables.
Les Grecs anciens ont appelé Systema teleion (« Système complet » ou « Système parfait ») la description qu'ils faisaient de l'échelle générale des sons de leur musique. C'est dans ce sens que le terme « système » est utilisé souvent aujourd'hui comme synonyme d'« échelle ».
Le grand ethnomusicologue Curt Sachs considère que les systèmes musicaux s'organisent toujours sur une ou plusieurs consonances, quarte, quinte et/ou octave.
Lorsque la quarte agit comme force structurelle, la mélodie se stabilise en un tétracorde (du grec tetra, quatre), c'est-à-dire un organisme mélodique couvrant une quarte, d'habitude avec une ou deux notes de remplissage de moindre importance. Les mélodies plus larges dont la quarte est la force régulatrice se cristallisent en deux tétracordes liés l'un à l'autre, « conjoints », de telle sorte que la note de contact appartient aux deux tétracordes et joue le rôle de centre et de note principale de l'heptade (série de sept notes).

Par ailleurs, lorsque la quinte agit comme force structurelle, la mélodie se stabilise en un pentacorde (de pente, cinq), un organisme mélodique couvrant une quinte, avec généralement une, deux ou trois notes de remplissage de moindre importance et l'accent principal mis sur la note la plus grave.

Une mélodie pentacordale d'ambitus étendu ne se stabilise pour ainsi dire jamais en deux pentacordes mais bien, sous l'emprise impérieuse de l'octave, en la conjonction d'un pentacorde et d'un tétracorde. Cette forme la plus parfaite d'échelle organisée unit les trois intervalles, l'octave, la quinte et la quarte.
Bien que Curt Sachs discute de mélodies fondées sur deux, trois ou quatre notes, on considère généralement que les échelles proprement dites sont à cinq notes (échelle ou système pentatonique), à sept notes (heptatonique), à douze notes (dodécatonique ou dodécaphonique) ou plus.

### Échelles (systèmes) pentatoniques
Les deux types principaux d'échelles à cinq sons sont l'échelle équipentatonique, qui divise l'octave en cinq intervalles approximativement égaux, et les échelles anhémitoniques, qui sont des sous-ensembles de l'échelle diatonique. Il existe d'autres cas d'échelles à cinq intervalles inégaux, mais il est difficile d'en faire une description systématique.

#### Échelle équipentatonique
L'échelle équipentatonique se rencontre en particulier dans le gamelan slendro. L'octave est divisée en cinq intervalles d'approximativement 240 cents, soit 2,4 demi-tons chacun. Dans la mesure où les instruments sont à percussion, les intonations demeurent relativement imprécises.

#### Échelle pentatonique anhémitonique
Échelle pentatonique « sans demi-tons ». Elle est généralement décrite comme résultant d'un cycle de quatre quintes, par exemple fa–do–sol–ré–la, dont les cinq notes peuvent s'organiser en différents types de gammes. Cette échelle est parfois décrite comme une échelle diatonique « défective », c'est-à-dire à laquelle manqueraient certaines notes, celles précisément qui formeraient des demi-tons. Par exemple, l'échelle do–ré–fa–sol–la pourrait être considérée comme une échelle do–ré–mi–fa–sol–la–si, à laquelle manqueraient mi et si.

### Échelles (systèmes) heptatoniques
Les échelles heptatoniques semblent particulièrement répandues dans le monde, sans que la raison du nombre de sept degrés dans l'octave ait jamais été véritablement élucidée. Elles sont parfois décrites comme résultant de la combinaison de deux tétracordes conjoints, complétés par l'octave de la première note du premier tétracorde, par exemple ré–mi–fa–sol / sol–la–si–do / ré, ou comme résultant de deux tétracordes disjoints, par exemple ré–mi–fa–sol / la–si–do–ré.

#### Genres grecs antiques
Les Grecs anciens ont décrit trois « genres » de systèmes musicaux, les genres diatonique, chromatique et enharmonique. Ces genres concernent plus précisément la formation de tétracordes, le système complet était formé de plusieurs tétracordes conjoints et disjoints.
Le tétracorde diatonique est formé de deux tons et d'un demi-ton, comme la sol fa mi. (On soutient souvent que les Grecs décrivaient les tétracordes et les systèmes en ordre descendant : cet ordre est conservé ici.) Le tétracorde chromatique abaisse le deuxième degré de ce tétracorde, qui est formé donc d'un intervalle de trois demi-tons (trihémiton) suivi de deux demi-tons, comme la sol fa mi. Le tétracorde enharmonique resserre encore les petits intervalles du tétracorde chromatique et se compose donc d'un intervalle de deux tons (diton) suivi de deux diesis (quarts de ton), comme la sol fa mi.
Le « Système parfait » (systema teleion) des Grecs couvrait quatre tétracodes, alternativement conjoints et disjoints, et une note, soit deux octaves au total. Il est d'usage de le décrire comme s'étendant de la à la, comme ceci sous sa forme diatonique:
|    |     |    | mi | ré | do | si |    |     |    | mi | ré | do | si |    |
| la | sol | fa | mi |    |    |    | la | sol | fa | mi |    |    |    | la |

Les mi sont à la fois la dernière note d'un tétracorde et la première du suivant (conjonction), alors que la disjonction se fait entre si et la.
Pour le genre chromatique, il suffit de baisser les sol et les ré d'un demi-ton:
|    |     |    | mi | ré | do | si |    |     |    | mi | ré | do | si |    |
| la | sol | fa | mi |    |    |    | la | sol | fa | mi |    |    |    | la |

Pour le genre enharmonique, baisser ces mêmes notes  d'encore un demi-ton et les fa et les do d'un quart de ton:
|    |     |    | mi | ré | do | si |    |     |    | mi | ré | do | si |    |
| la | sol | fa | mi |    |    |    | la | sol | fa | mi |    |    |    | la |

#### Échelle diatonique
L'échelle diatonique est une échelle à sept degrés composée de cinq tons et deux demi-tons, les deux demi-tons étant séparés par deux ou trois tons. Si les tons sont représentés par la lettre T et les demi-tons par la lettre S (pour semitonium), l'ordre est donc par exemple ...T S T T S T T T S T... L'échelle diatonique est souvent décrite comme engendrée par des quintes successives jusqu'à produire sept degrés, par exemple fa do sol ré la mi si.
Le système de notation occidental est fondé sur l'échelle diatonique. Les sept notes qu'il est possible d'inscrire dans les portées sans signes d'altération forment les degrés d'une échelle diatonique, parfois appelée « naturelle » parce qu'elle ne comporte que des degrés « naturels » (ni diésés, ni bémolisés). Les altérations s'ajoutent en suivant le cycle des quintes.
Le clavier musical moderne est né au Moyen Âge comme un clavier diatonique, ne comprenant que les touches blanches.

#### Échelle zalzalienne
L'échelle zalzalienne, qui doit son nom à Zalzal Mansour (†791), est une échelle formée d'intervalles de secondes majeures et de secondes neutres (trois quarts de ton), par exemple ré – mi – fa – sol – la – si – do. Elle est décrite pour la première fois dans le Mafâtih al-'Olum (« Les Clés des Sciences », vers 980) de Muhammad ibn Ahmad al-Khwarizmi. Elle est considérée caractéristique des systèmes musicaux médiévaux hébraïque et islamique du Proche Orient et du Maghreb.

### Échelle dodécaphonique (ou dodécatonique)
L'échelle dodécaphonique est appelée aussi Échelle chromatique. Elle est composée de douze degrés séparés par des demi-tons. Elle peut-être décrite comme résultant de l'insertion de degrés « chromatiques » (dièses ou bémols) entre les degrés d'une échelle diatonique séparés par un ton.
Au Moyen Âge et à la Renaissance, alors que l'échelle fondamentale de la musique était toujours l'échelle diatonique, les degrés chromatiques ajoutés ont été considérés « accidentels », non pas insérés entre des degrés de l'échelle diatonique, mais élevant ou abaissant certains de ceux-ci d'un demi-ton. Ils ont été notés par des signes spéciaux indiquant cette élévation (le dièse, ) ou cet abaissement (le bémol, ). Ils sont encore décrits de cette manière aujourd'hui.
Le passage d'une conception de l'échelle chromatique comme altération de l'échelle diatonique à celui d'une échelle indépendante s'est fait sans doute au 17e siècle. L'échelle chromatique sous-jacente à la musique tonale a permis de pratiquer celle-ci dans tous les tons, par la transposition. La tonalité reste essentiellement diatonique, mais parce que l'échelle chromatique lui est sous-jacente, elle peut aussi moduler librement.
L'émancipation de l'échelle dodécaphonique s'est faite avec l'avènement du dodécaphonisme, fondé sur l'égalité complète des douze degrés de l'échelle.

### Échelles «multiples» (à plus de douze sons)
Les échelles « multiples » sont des échelles à micro-intervalles. Elles existent depuis l'Antiquité, puisque le genre enharmonique des Grecs (voir ci-dessus) comportait déjà des intervalles plus petits que le demi-ton.
Les principes généraux régissant ces échelles sont les suivants :

– ou bien l'octave est divisée en un nombre égal d'intervalles, plus grand que douze: 18 tiers de tons, 24 quarts de tons, etc.

– ou bien le ton est divisé en un nombre impair d'intervalles, souvent appelés « commas ». Le cas bien connu est celui de la division du ton en 9 commas. L'octave vaut cinq tons et deux demi-tons diatoniques. Si le demi-ton diatonique est pris comme valant quatre commas, l'octave complète comprend 5 x 9 + 2 x 4, soit 53 commas: c'est l'échelle de Holder, qui donne une bonne approximation du système pythagoricien ; chaque comma vaut 1200/53 ≈ 23 cents, presque un comma pythagoricien. Si le demi-ton diatonique est pris comme valant cinq commas, l'octave complète comprend 5 x 9 + 2 x 5 commas, soit 55 commas de 1200/55 ≈ 22 cents, approximativement un comma syntonique, permettant une assez bonne approximation du tempérament mésotonique au quart de comma. On trouvera plus de détails à ce sujet à l'article Tempérament par division multiple.

### Échelles non octaviantes
Toutes les échelles décrites jusqu'ici sont « octaviantes », c'est-à-dire qu'elles se répètent d'octave en octave. Plusieurs compositeurs ont suggéré dans la seconde moitié du XXe siècle de construire des échelles dont le module de répétition est plus grand ou plus petit que l'octave. Ivan Wyschnegradsky a publié en 1972 son article « L'ultrachromatisme et les espaces non octaviants ». La même année, Heinz Bohlen a proposé l'échelle connue aujourd'hui comme gamme de Bohlen–Pierce, qui divise l'intervalle d'une douzième (correspondant au rapport de fréquences 3:1) en 13 intervalles égaux, correspondant donc chacun à {\displaystyle ^{13}{\sqrt {3}}}, soit 146,3 cents. Bohlen en a publié aussi une version où chacun des intervalles correspondent à un rapport numérique; l'échelle devient alors 1:1, 27:25, 25:21, 9:7, 7:5, 75:49, 5:3, 9:5, 49:25, 15:7, 7:3, 63:25, 25:9 et 3:1. Tous les nombres utilisés dans ces rapports sont des multiples impairs des nombres impairs 3, 5, 7 et 9. Cette suggestion a ouvert une voie sans limite pour la création d'échelles fondées de diverses manières sur des modules autres que l'octave.

## Gammes de la musique occidentale
Une gamme est une échelle limitée à une octave et dont l'organisation interne dépend de la note de l'échelle prise comme première note de la gamme. Une gamme se caractérise donc souvent aussi par le nom de sa note de départ et d'arrivée: on parle de «gamme de do», «de ré», etc.

### Gamme heptatonique
Gamme dans laquelle l'octave est divisée en sept notes. Elle comprend normalement cinq tons et deux demi-tons. Elle est dite diatonique si les deux demi-tons sont séparés par deux ou trois tons, par exemple :
T  T  S  T  T  T  S
(où T = ton, S = semitonus, demi-ton), par exemple do ré mi fa sol la si do

### Gamme majeure
Gamme à sept degrés séparés par les intervalles suivants : 
1 ton - 1 ton - 1/2 ton - 1 ton - 1 ton - 1 ton - 1/2 ton.
La gamme de do majeur correspond, sur un piano, aux touches blanches jouées à partir de do: 
Do - ré - mi - fa - sol - la - si - do.
Extrait musical
Toccata (extrait)
de Paradisi

### Gamme mineure
Il existe en théorie plusieurs formes de la gamme mineure. Il est rare cependant que dans la musique réelle aucune de ces formes soit privilégiée : le plus souvent, elles se mélangent et aucun passage un tant soit peu prolongé ne peut être attribué à une seule d'entre elles. L'exemple musical ci-dessous fait d'abord entendre la gamme mineure mélodique (ascendante et descendante), puis le début de la Badinerie extraite de la Suite no 2, BWV 1067, de Jean-Sébastien Bach, qui fait en effet entendre les degrés et les intervalles de ces deux formes, mais pas nécessairement dans des gammes ascendante ou descendante.
Extrait musical
Badinerie (extrait)
de Jean-Sébastien Bach

#### Gamme mineure naturelle
Ensemble des sept notes de l'échelle diatonique, séparées par des intervalles dans l'ordre suivant : 
1 ton - 1/2 ton - 1 ton - 1 ton - 1/2 ton - 1 ton - 1 ton.
Appelée aussi mode éolien.
Par exemple, la mineur naturel :
la - si - do - ré - mi - fa - sol - la

#### Gamme mineure harmonique
Ensemble de sept notes de l'échelle chromatique, séparées par des intervalles dans l'ordre suivant :
1 ton - 1/2 ton - 1 ton - 1 ton - 1/2 ton - 1 ton et demi - 1/2 ton.
La gamme mineure harmonique diffère de la gamme mineure naturelle par le VIIe degré plus haut d'un demi-ton. Ce degré devient note sensible.
Par exemple, la mineur harmonique :
la - si - do - ré - mi - fa - sol - la.

#### Gamme mineure mélodique
Cette gamme comporte deux formes : ascendante et descendante ; elle permet d'éviter l'intervalle mélodique de seconde augmentée (1 ton et demi, présent dans la gamme mineure harmonique).
Forme ascendanteensemble de sept notes de la gamme tempérée, séparées par des intervalles dans l'ordre suivant :

1 ton - 1/2 ton - 1 ton - 1 ton - 1 ton - 1 ton - 1/2 ton.

Exemple en la mineur : 
la - si - do - ré - mi - fa - sol - la.
Forme descendanteensemble de sept notes de la gamme tempérée, séparées par des intervalles dans l'ordre suivant (en descendant) :

1 ton - 1 ton - 1/2 ton - 1 ton - 1 ton - 1/2 ton - 1 ton.

Exemple en la mineur : 
la - sol - fa - mi - ré - do - si - la.

#### Correspondances entre les gammes mineures et la gamme majeure
| Gamme                         | D   | I | D  | I | D | I | D | I | D | I | D   | I | D | I | D | I | D | I | D | I | D | I | D | I |
| ----------------------------- | --- | - | -- | - | - | - | - | - | - | - | --- | - | - | - | - | - | - | - | - | - | - | - | - | - |
| Majeure                       | Ⅰ/Ⅷ | 1 | Ⅱ  | 1 | Ⅲ | ½ | Ⅳ | 1 | Ⅴ | 1 | Ⅵ   | 1 | Ⅶ | ½ |   |   |   |   |   |   |   |   |   |   |
| Mineure naturelle             |     |   |    |   |   |   |   |   |   |   | Ⅰ/Ⅷ | 1 | Ⅱ | ½ | Ⅲ | 1 | Ⅳ | 1 | Ⅴ | ½ | Ⅵ | 1 | Ⅶ | 1 |
| Mineure mélodique descendante |     |   |    |   |   |   |   |   |   |   | Ⅰ/Ⅷ | 1 | Ⅱ | ½ | Ⅲ | 1 | Ⅳ | 1 | Ⅴ | ½ | Ⅵ | 1 | Ⅶ | 1 |
| Mineure mélodique ascendante  | 1   | ½ |    |   |   |   |   |   |   |   | Ⅰ/Ⅷ | 1 | Ⅱ | ½ | Ⅲ | 1 | Ⅳ | 1 | Ⅴ |   | Ⅵ | 1 | Ⅶ |   |
| Mineure harmonique            | ½   | ½ | 1½ |   |   |   |   |   |   |   | Ⅰ/Ⅷ | 1 | Ⅱ | ½ | Ⅲ | 1 | Ⅳ | 1 | Ⅴ |   | Ⅵ |   | Ⅶ |   |

### Gamme à double seconde augmentée
La gamme à double seconde augmentée est une gamme heptatonique formée d'un ton, de quatre demi-tons et de deux secondes augmentées.
Elle peut être formée de deux tétracordes semblables séparés par un ton :
S  3  S  T  S  3  S
(où S = semitonus, demi-ton ; 3 = trihemitonus, seconde augmentée ; et T = ton), par exemple ré mi fa sol | la si do ré, correspondant au mode chadda arabane (voir plus bas), ou d'un pentacorde et d'un tétracorde conjoints,
T  S  3  S  S  3  S
par exemple do ré mi fa sol la si do, correspondant au mode nawa atar (voir plus bas). Sous cette forme, la gamme est appelée aussi « gamme hongroise » ou « gamme tzigane », parfois « gamme orientale ».

### Gamme chromatique
La gamme chromatique est un ensemble de douze notes comprenant les sept notes principales de la gamme diatonique et les cinq notes intermédiaire.
Elle comprend les notes suivantes :
Do ou si - do ou ré - ré - ré ou mi - mi ou fa - fa ou mi - fa ou sol - sol - sol ou la - la - la ou si - si ou do.
Chromatisme ascendant :
Do - do - ré - ré - mi - fa - fa - sol - sol - la - la  - si
Chromatisme descendant :
Si - si - la - la - sol - sol - fa - mi - mi - ré - ré - do
Il est d'usage d'écrire la gamme ascendante en notes  et , la gamme descendante en notes  et .

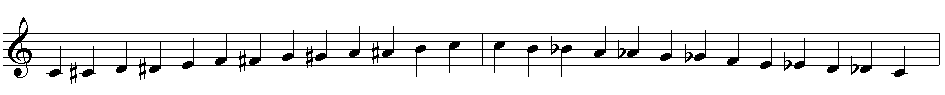
Gamme chromatique ascendante et descendante

### Gamme par tons
La gamme par tons divise l'octave en 6 tons et ne prend donc qu'un degré sur deux de la gamme chromatique :
- à partir de do : do - ré - mi - fa - sol - la - do).
- à partir de ré : ré – mi – fa – sol – la – si – ré.

C'est le premier « Mode à transposition limitée » de Messiaen. Cette gamme présente la particularité de ne pas comprendre les intervalles de demi-ton, de tierce mineure, de quarte juste, de quinte juste, de sixte majeure et de septième majeure. Elle apparaît pour la première fois dans Une plaisanterie musicale (1787) de Mozart. Elle a été utilisée en particulier par Claude Debussy. Le groupe de rock progressif King Crimson l'a aussi utilisée à plusieurs reprises.

### Gammes octatoniques
Les 2 gammes dites « octatoniques » ou « diminuées » alternent tons et demi-tons et comportent de ce fait huit notes. Cette symétrie dans la répartition des intervalles fait que seulement deux modes peuvent exister : celui qui commence par un demi-ton, et celui qui commence par un ton.
Elles font partie des «  modes à transposition limitée » d’Olivier Messiaen (cf. Quatuor pour la fin du Temps). La répétition du couple ton/demi-ton implique également que le nombre de transpositions pour chacune de ces gammes est limité à trois ; en effet une gamme octatonique transposée à la tierce mineure redonne les notes de départ.
- la gamme « demi-ton/ton » 1/2 1 1/2 1 1/2 1 1/2 1 (par exemple do–ré–mi–mi–fa–sol–la–si–do).

Elle est très fréquemment utilisée dans le jazz, notamment pour « sortir de la tonalité » sur certains accords de 7e de dominante (notamment V 7 9+ 13)
- la gamme « ton/demi-ton » 1 1/2 1 1/2 1 1/2 1 1/2 (par exemple do–ré–mi–fa–fa–sol–la–si–do)

Elle ressemble à une gamme mineure et possède la particularité d’avoir une dominante altérée. On trouve cette gamme dans le 3e mouvement de la Suite, op. 14, de Béla Bartók.

### Gammes décatoniques
- Mode bi-pentaphonique

Échelle de sons constituée par la superposition (avec deux notes communes) de deux hexaphones à la composition intervallique identique. Transposable sur tous les degrés chromatiques, elle est utilisée par son inventeur, le compositeur français Christophe Looten depuis 1981.
Exemple: deux hexaphones : [do - do - ré - mi - fa - fa]  et  [fa - fa - sol - la - si - si]. Ces deux hexaphones ont deux notes communes : fa et fa. La composition intervallique est identique : 1/2 ton, 1/2 ton, ton, 1/2 ton, 1/2 ton. Elle est non rétrogradable.
On obtient donc : do - do - ré - mi - fa - fa - sol - la - si - si dont la composition intervallique est la suivante : 1/2 ton, 1/2 ton, ton, 1/2 ton, 1/2 ton, 1/2 ton, ton, 1/2 ton, 1/2 ton.
On remarque l'absence de deux sons (mi et la). De plus, le système bi-pentaphonique interdit la superposition des deux notes communes aux deux hexaphones (ici, fa et fa). Le compositeur dispose donc de 10 notes mélodiques et de 9 harmoniques. Le grand intérêt du mode bipentaphonique est d'offrir un fonctionnement modulatoire très comparable à celui du système tonal mais dans un univers sonore non tonal.

## Modes et musiques du reste du monde (hors occident)
Selon Harold Powers (en), la première tentative d'envergure visant à décrire un système modal dans une culture musicale non européenne vivante est l'ouvrage de Sir Williams Jones, On the Musical Modes of the Hindoos (« Sur les modes musicaux des Hindous »), de 1792. Powers discute l'usage du terme « mode » dans cet ouvrage et ajoute que
La zone indécise entre un « mode » comme type d'échelle relativement indifférencié et une « mélodie » déterminée avec une relative précision n'est devenue une question d'intérêt continué pour la recherche musicologique européenne qu'au cours [du XXe siècle], d'abord en conséquence d'un travail intense sur la musique de la Chrétienté orientale et du Judaïsme.
Powers considérait que « notre conception du XXe siècle de quelque chose appelé « modalité » comme une catégorie transculturelle largement applicable est une invention de la musicologie européenne ».
Malgré ces mises en garde, on considère souvent aujourd'hui que de nombreuses musiques traditionnelles dans le monde, telles la musique irlandaise, la musique indienne, la musique vocale orthodoxe grecque (musique byzantine), la musique ottomane, la musique arabe, ont développé des systèmes modaux plus ou moins différents, mais néanmoins apparentés. Leur description intègre souvent des éléments cosmologiques (heure, saison ou lieu pour jouer), moraux ou éthiques (sévère, triste, joyeux, etc.) et esthétiques. Il ne s'agit pas seulement de gammes, mais aussi de véritables codes de procédure, consistant notamment en formules mélodiques spécifiques.
Le système des modes est ancien. Il se trouve par exemple dans le chant grégorien (voir musique modale), mais aussi dans le jazz et de nombreuses musiques traditionnelles, tant dans la composition des thèmes, la construction et le chiffrage des accords que dans les improvisations.

### Modes grecs
La question des modes grecs demeure aujourd'hui encore très confuse. Boèce, présentant pour la première fois en latin les théories grecques antiques, avait écrit au début du VIe siècle:
Les espèces de consonances que nous appelons modi, qu'eux-mêmes appellent tropos ou tonos, proviennent de l'octave.
Le mot modus utilisé par Boèce est ambigu parce qu'il n'est pas souvent repris au Moyen Âge, où on a préféré souvent tonus ou même tropus, par exemple pour les modes ecclésiastiques.
Claude Ptolémée (IIe siècle) explique le tonos comme ce qui a été décrit ci-dessus comme échelle ou système, une suite d'intervalles sans limitation de tessiture – il limite la tessiture à deux octaves, supposées couvrir complètement l'ambitus d'une voix humaine. Le tonos dorien, en particulier, le modèle des autres, est une échelle de deux octaves que l'on peut transcrire en termes modernes comme formée des notes naturelles de la à la. Les autres tonoi sont formés de degrés altérés à l'intérieur de cette échelle, comme le montre le tableau ci-dessous :
| tonos mixolydien :   | la | si | do | ré | mi | fa | sol | la | si | do | ré | mi | fa | sol | la |
| tonos lydien :       | la | si | do | ré | mi | fa | sol | la | si | do | ré | mi | fa | sol | la |
| tonos phrygien :     | la | si | do | ré | mi | fa | sol | la | si | do | ré | mi | fa | sol | la |
| tonos dorien :       | la | si | do | ré | mi | fa | sol | la | si | do | ré | mi | fa | sol | la |
| tonos hypolydien :   | la | si | do | ré | mi | fa | sol | la | si | do | ré | mi | fa | sol | la |
| tonos hypophrygien : | la | si | do | ré | mi | fa | sol | la | si | do | ré | mi | fa | sol | la |
| tonos hypodorien :   | la | si | do | ré | mi | fa | sol | la | si | do | ré | mi | fa | sol | la |

La construction de ce tableau peut se considérer aussi comme obtenue par un déplacement du système vers le haut ou vers le bas: le tonos phrygien, par exemple, reproduit les intervalles du tonos dorien un ton plus haut, entre si et si. On constate que les deux mi sont les seules notes à n'être jamais altérées dans ce tableau: ils constituent les bornes des sept espèces d'octave correspondant aux sept tonoi. Si, au lieu de lire les espèces d'octave entre mi et mi dans le tableau ci-dessus, on les exprime en degrés « naturels » (non altérés) en respectant les intervalles, on obtient le tableau suivant :
| octave mixolydienne :   | si  | do  | ré  | mi  | fa  | sol | la  | si  |
| octave lydienne :       | do  | ré  | mi  | fa  | sol | la  | si  | do  |
| octave phrygienne :     | ré  | mi  | fa  | sol | la  | si  | do  | ré  |
| octave dorienne :       | mi  | fa  | sol | la  | si  | do  | ré  | mi  |
| octave hypolydienne :   | fa  | sol | la  | si  | do  | ré  | mi  | fa  |
| octave hypophrygienne : | sol | la  | si  | do  | ré  | mi  | fa  | sol |
| octave hypodorienne :   | la  | si  | do  | ré  | mi  | fa  | sol | la  |

Il s'agit ici des espèces d'octave dans le genre diatonique. Les intervalles seraient différents dans les autres genres antiques, mais il n'y aurait toujours que sept gammes, parce que toutes sont articulées en tétracordes.

#### Noms grecs des modes ecclésiastiques
Les noms des tonoi grecs ont été utilisés assez régulièrement au Moyen Âge, d'abord dans le sens grec de Ptolémée. Ils se stabilisent à partir du IXe siècle pour désigner les huit modes du chant grégorien, mais la correspondance avec la terminologie grecque est désormais perdue :
- Premier mode (mode de ré authente) : dorien
- Deuxième mode (mode de ré plagal) : hypodorien
- Troisième mode (mode de mi authente) : phrygien
- Quatrième mode (mode de mi plagal) : hypophrygien
- Cinquième mode (mode de fa authente) : lydien
- Sixième mode (mode de fa plagal) : hypolydien
- Septième mode (mode de sol authente) : mixolydien
- Huitième mode (mode de sol plagal) : hypomixolydien

On note ici l'ajout d'un huitième mode, alors que l'Antiquité ne connaissait que sept espèces d'octave. Le nom ajouté est « hypomixolydien », correspondant à l'octave modale de ré, la même que celle du mode « dorien ».
Au XVIe siècle, considérant qu'il y avait sept octaves modales, Glarean a jugé qu'il fallait étendre le nombre des modes. Il aurait pu passer de huit modes (quatre authentes et quatre plagaux) à quatorze modes (sept authentes et sept plagaux), mais a considéré que l'octave modale de si devait être rejetée parce que la quinte si–fa n'est pas une quinte juste. Il a donc établi une liste de douze modes, en ajoutant à la liste ci-dessus les modes suivants, avec de nouveaux noms :
- Neuvième mode (mode de la authente) : éolien
- Dixième mode (mode de la plagal) : hypoéolien
- Onzième mode (mode de do authente) : ionien
- Douzième mode (mode de do plagal) : hypoionien

La numérotation a ensuite varié : Zarlino, par exemple, a proposé de numéroter les modes de un à douze dans l'ordre de la gamme de do, considérant donc le premier mode comme le mode ionien, le deuxième hypoionien, etc., jusqu'au onzième éolien et au douzième hypoéolien.

#### Terminologie moderne
En jazz, on attribue à chaque échelle diatonique construite à partir de chacun des degrés de la gamme majeure un nom pseudo grec:
Ier degré = ionien (ou mode de do)
exemple en do
do ré mi fa sol la si do =  1 ton, 1 ton, 1/2 ton, 1 ton, 1 ton, 1 ton, 1/2 ton

II = dorien (ou mode de ré)
ré mi fa sol la si do ré = 1 ton, 1/2 ton, 1 ton, 1 ton, 1 ton, 1/2 ton, 1 ton

III = phrygien (ou mode de mi)
mi fa sol la si do ré mi = 1/2 ton, 1 ton, 1 ton, 1 ton, 1/2 ton, 1 ton, 1 ton

IV = lydien (ou mode de fa)
fa sol la si do ré mi fa = 1, 1, 1, 1/2, 1, 1, 1/2

V = mixolydien  (ou mode de sol)
sol la si do ré mi fa sol = 1, 1, 1/2, 1, 1, 1/2, 1

VI = éolien (ou mode de la)
la si do ré mi fa sol la = 1, 1/2, 1, 1, 1/2, 1, 1

VII = locrien (ou mode de si) 
si do ré mi fa sol la si = 1/2, 1, 1, 1/2, 1, 1, 1

### Mode du blues

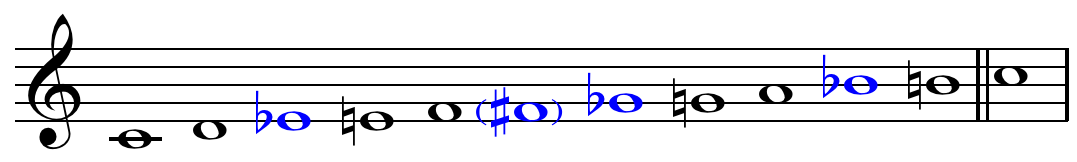
Notes bleues (en bleu sur cette partition) : l'altération descendante des 3e, 5e et 7e degrés

Le blues créé aux États-Unis par ses habitants afro-américains sous la ségrégation raciale. Il y mélange la musique pentatonique d'origine africaine au diatonisme des musiques européennes. Cet ajout est appelé la note bleue.

#### Modes du jazz
Le jazz reprend le principe du blues et le fait évoluer.
La construction des modes en jazz consiste souvent à considérer que chacun des degrés (I II III IV V VI VII) d'une gamme (principalement de la gamme majeure) peut servir de point de départ à un mode particulier modifiant ainsi la place des tons et des 1/2 tons (parfois d'un ton et 1/2).
Le jazz reprend les modes de la Grèce antique, et y ajoute d'autres modes, selon les influences des musiques du monde qui le façonnent.

### Modes arabo-andalous
Les modes de la musique arabo-andalouse, se définissent par rapport à des suites musicales nommées noubat, originellement au nombre de 24, mais réduites à une quinzaine, selon les traditions. Les modes quant à eux, varient entre 26 et 16, selon les écoles (gharnati, malouf algérien ou tunisien, etc.), mais ils sont tous diatoniques et très différents de ceux de la musique arabe. De très récentes influences ont introduit des quarts de tons, mais de manière discrète.

### Modes arabo-persans et turcs
Certains modes de la musique arabe, persane ou turque (uniquement la tradition savante ottomane, qui a emprunté aux traditions  arabes, persanes et grecques) ont la particularité de posséder un intervalle de trois-quarts de ton. S'il existe des modes de base, il y en a des centaines de dérivés.
Ce système existe aussi dans la musique iakoute, kazakhe, ouzbèke, ouïghoure, tadjike, azérie et chez les Grecs d'Orient, sous le nom de dromos, muqam, mugham, maqôm, etc. Chaque peuple ayant des particularités.
En mode de do (rast)
- Le mode rast (mode de do)

L’intervalle est de 3/4 de ton entre le ré et le mi barré (appelé sikah), et 3/4 de ton entre le sikah et le fa ; 3/4 de ton entre le la et le si barré (appelé ouj) et 3/4 de ton entre le ouj et le do.

- Le mode nawa atar

Ne possède pas d'intervalles de 3/4 de ton, mais deux intervalles d'un ton et demi : c'est une gamme à gamme à double seconde augmentée.

- Le mode nahawand qui est identique à la gamme mineure harmonique.

En mode de ré (doukah)
- Le mode bayati

C'est une gamme mineure dont le deuxième degré est abaissé d'un quart de ton. On retrouve donc le 3/4 de ton entre le mi barré (sikah) et le fa.

- Le mode saba

La composition de cette gamme est particulière : la tonique (ré) et son octave (ré) sont différentes, ce qui lui donne une couleur spécifique.

- Le mode hijaz

Le si (ouj) peut être remplacé par un si barré (ajam). Si elle n'est pas remplacée par un si bémol barré, la gamme correspond à une gamme mineure harmonique de sol.

En mode de mi (sikah)
- Le mode el houzam

En mode de fa (jiharkah)
- Le mode jiharkah

Elle est très proche de la gamme majeure de fa, mais la sensible est abaissée d'un quart de ton.

En mode de sol (nawa)
- Le mode chadda arabane

Très proche (mêmes notes) que la gamme nawa atar, mais l'intervalle d'un ton et demi entre le troisième et le quatrième degré est déplacé entre le deuxième et le troisième degré[réf. souhaitée]. C'est une gamme à gamme à double seconde augmentée.

En mode de la (ouchairan)
- Le mode ouchairan-houssaini

En mode de si (ourak)
- Le mode rahat el arouah (signifie « le repos des âmes »)

C'est la même gamme que el houzam, mais transposée
C'est une gamme parfaitement symétrique, avec des intervalles 3/4, 1, 1/2, puis 1/2, 1, 3/4.

### Modes indiens
Les modes indiens peuvent être soit heptatoniques, soit hexatoniques, soit pentatoniques, soit une combinaison de deux de ces éléments. Il existe dix gammes (thât) de base, à partir desquelles se déclinent des centaines de râgas : Asavari - Bhairav - Bhairavi - Bilaval - Kafi - Kalyan - Khammaj - Marwa - Poorvi - Todi

### Modes iraniens
Les modes iraniens sont au nombre de douze et comportent des notes séparées par des quarts de ton.

### Gammes indonésiennes
La musique indonésienne utilise 2 gammes :
- La pelog heptatonique,
- La slendro pentatonique, dont les 5 degrés divisent l'octave de façon théoriquement égale.

La musique sundanaise connaît en outre une 3e échelle, la sorog, utilisée notamment pour les poèmes chantés (tembang).

### Gammes pentatoniques
Gammes dans lesquelles l'octave est répartie entre cinq notes principales.
Ex : do - sol - ré - la - mi, donnant la gamme do - ré - mi - sol - la

#### Pentatonique majeure
Gamme constituée par les intervalles successifs suivants : 1 ton - 1 ton - 1 ton et demi - 1 ton - 1 ton et demi.
Soit en do :
do - ré - mi - sol - la - do

#### Pentatonique mineure
Gamme constituée par les intervalles successifs suivants : 1 ton et demi - 1 ton - 1 ton - 1 ton et demi - 1 ton.
Soit en do :
do - mi- fa - sol - si - do.
Cette gamme est notamment utilisée dans le blues en y ajoutant la blue note (qui forme une quarte augmentée avec la tonique de la gamme). Par exemple, en do, la gamme blues est :
do - mi - fa - fa - sol - si - do.

### Gammes pentatoniques dans les musiques traditionnelles
Les gammes pentatoniques sont utilisées dans différentes musiques traditionnelles.
En Extrême Orient, les musiques chinoise, coréenne, japonaise, mongole, tibétaine et vietnamienne utilisent majoritairement les gammes pentatoniques. C'est aussi le cas de nombreuses musiques d'Afrique de l'Ouest, probablement à l'origine du blues, ainsi que la musique berbère.
C'est une gamme très appréciée des guitaristes, en raison de sa facilité mais aussi parce qu'on peut s'en servir dans de nombreux styles (blues, hard rock, heavy metal...). Parmi ses utilisateurs célèbres figurent B. B. King, Chuck Berry, Eric Clapton, Angus Young (AC/DC), Tom Morello (Rage Against the Machine, Audioslave), Zakk Wylde (Black Label Society) ainsi que Pat Metheny, Scott Henderson, McCoy Tyner et plusieurs autres en jazz et en jazz fusion.

## Méthodes de détermination des notes et des intervalles

### Gamme de Pythagore
La gamme de Pythagore (ou gamme pythagoricienne) est une gamme chromatique dont les douze intervalles sont définis par le « cycle des quintes ». Ce n'est pas un tempérament, puisqu'aucun intervalle n'est tempéré.

### Gamme de Zarlino (zarlinienne)
La gamme de Zarlino (ou gamme zarlinienne) s'obtient par des combinaisons de quintes pures et de tierces pures. Zarlino lui-même l'a décrite comme résultant de la division de l'octave en une quinte et une quarte, de la quinte en une tierce majeure et une tierce mineure, et de la tierce majeure en un ton majeur et un ton mineur. C'est la gamme privilégiée par les théoriciens, par exemple par Johann Mattheson ou par Leonard Euler, mais elle n'est pas vraiment utilisable en pratique, comme l'avait déjà noté Joseph Sauveur. Sauveur lui a donné le nom de "Système juste".

### Gamme  des physiciens
La gamme des physiciens ou gamme naturelle est une gamme chromatique dont les douze intervalles sont définis par le choix de certains harmoniques de la note fondamentale. Ce sont en particulier les harmoniques 1, 3, 5, 7, 9, 11 et 13, correspondant respectivement aux notes do, sol, mi, (si), ré, (fa) et la, où les notes (si) et (fa) sont à environ un quart de ton de la position qu'elles occupent dans des gammes plus courantes, c'est-à-dire où le bémol et le dièse peuvent être considérés plutôt comme demi-bémol et demi-dièse.